# Voices (Disturbed)
Voices è il terzo singolo estratto da The Sickness, album d'esordio del gruppo musicale alternative metal statunitense Disturbed. Ha raggiunto la posizione numero 16 nella classifica Billboard Mainstream Rock Tracks e la posizione numero 18 nella Modern Rock Tracks.

## Video musicale
Il video mostra un impiegato che viene plagiato dal cantante, David Draiman.
Si vedono anche i Disturbed suonare in un concerto che si svolge in un ambiente underground.
Durante tutto il video, l'impiegato deve affrontare vari scenari che possono comportare un comportamento ostile ed il generarsi di voci.

## Tracce

### CD 1
1. Voices - 3:11
2. Stupify (Live) - 5:26
3. The Game (Live) - 3:53

### CD 2
1. Voices - 3:11
2. Down with the Sickness (Live) - 6:19
3. Voices (video musicale) - 3:27

### Vinile da 7"
1. Voices
2. Voices (Live)

## Formazione
- David Draiman - voce
- Dan Donegan - chitarra
- Steve Kmak - basso
- Mike Wengren - batteria